# Nya (Jawi-Buchstabe)
Nya ڽا ist ein Buchstabe des erweiterten arabischen Alphabets der malaiischen Sprache (Jawi). Er besteht aus einem Nun mit drei statt einem diakritischen Punkt. Diese stehen in der isolierten und finalen Form über dem Rasm, in initialer und medialer Position jedoch unterhalb, um vom Tha unterscheidbar zu sein. Die Form des initialen und medialen Nya ist somit nicht vom persischen Pe unterscheidbar, jedoch wird an dessen Stelle im Jawi das ڤ verwendet.
Das Nya wird in der Jawi-Schrift für den stimmhaften palatalen Nasal verwendet. In der Lateinschrift wird für diesen Laut der Digraph ny verwendet.

## Nya in Unicode
| Unicode Codepoint | U+06BD                                   |
| Unicode-Name      | ARABIC LETTER NOON WITH THREE DOTS ABOVE |
| HTML              | &#x06BD;                                 |
| ISO 8859-6        |                                          |